# Berlinale 1952
La Berlinale 1952 est la 2e édition du festival du film de Berlin, qui s'est déroulée du 12 juin 1952 au 25 juin 1952. 
L'un des principaux invités d'honneur fut le cinéaste américain Billy Wilder. Gina Lollobrigida est la vedette de ce festival, durant lequel elle est présente dans deux films en compétition : Une femme pour une nuit, et Fanfan la Tulipe.

## Sélection officielle
La sélection officielle en compétition se compose de 28 films.
- 12 juin
  - Le Puits (The Well) de Leo C. Popkin et Russell Rouse (États-Unis)
- 13 juin
  - Miracle à Milan (Miracolo a Milano) de Vittorio De Sica (Italie)
  - Postlagernd Turteltaube de Gerhard T. Buchholz (Allemagne)
  - Valse dans la nuit (Unter den tausend Laternen) d'Erich Engel (Allemagne-France)
- 14 juin
  - Le Banquet des fraudeurs de Henri Storck (Belgique)
  - Le Noceur (Balarrasa) de José Antonio Nieves Conde (Espagne)
- 15 juin
  - La Vérité sur Bébé Donge de Henri Decoin (France)
  - White Corridors de Pat Jackson (Royaume-Uni)
  - L'Île au trésor (États-Unis)
- 16 juin
  - Yhden yön hinta de Edvin Laine (Finlande)[2]
  - Bellissima de Luchino Visconti (Italie)
- 17 juin
  - La Boîte magique (The Magic Box) de John Boulting (Royaume-Uni)
  - Le Fleuve (The River) de Jean Renoir (France-Inde-USA)[3]
- 18 juin
  - Lola, la piconera de Luis Lucia Mingarro (Espagne)
  - Rashômon d'Akira Kurosawa (Japon)[3]
  - Une femme pour une nuit (Moglie per una notte) de Mario Camerini (Italie)
- 19 juin
  - Elle n'a dansé qu'un seul été (Hon dansade en sommar) de Arne Mattsson (Suède)[4]
  - Un grand patron de Yves Ciampi (France)[5]
- 20 juin
  - Histoires interdites (Tre storie proibite) d'Augusto Genina
  - Agence matrimoniale de Jean-Paul Le Chanois
- 21 juin
  - Fanfan la Tulipe de Christian-Jaque (France-Italie)[4]
  - Pleure, ô pays bien-aimé (Cry, the Beloved Country) de Zoltan Korda (Grande-Bretagne)[4]
- 22 juin
  - Mains criminelles (En la palma de tu mano) de Roberto Gavaldón (Mexique)
  - Sensualité (Sensualità) de Clemente Fracassi (Italie)
- 23 juin
  - Frånskild de Gustaf Molander (Suède)
  - Zeinab de Mohammed Karim (Égypte)
- 25 juin
  - Umberto D. de Vittorio De Sica (Italie)
  - Trois femmes d'André Michel (France)

## Palmarès
Les prix sont décernés à la suite d'un vote du public, chaque spectateur pouvant noter de un à quatre un film à l'issue de la projection.
- Ours d'or : Elle n'a dansé qu'un seul été de Arne Mattsson[7]
- Ours d'argent : Fanfan la Tulipe de Christian-Jaque[7],[8]
- Ours de bronze : Pleure, ô pays bien-aimé de Zoltan Korda[7]